# Mauretanien i olympiska sommarspelen 2004
Mauretanien i olympiska sommarspelen 2004 bestod av 2 idrottare som blivit uttagna av Mauretaniens olympiska kommitté.

## Friidrott
Herrarnas 400 meter
- Youba Hmeida
  - Omgång 1: 49.18 s (7:a i heat 3, gick inte vidare, 57:a totalt)

Damernas 100 meter
- Aminata Kamissoko
  - Omgång 1: 13.49 s (8:a i heat 3, gick inte vidare, T-58:a totalt)